# Freenet DLS
Die freenet DLS GmbH (bis Juli 2022 Mobilcom-Debitel GmbH; Eigenschreibweise mobilcom-debitel, vormals Mobilcom Communicationstechnik) ist eine deutsche Mobilfunktochter des börsennotierten Telekommunikationsunternehmens Freenet. Freenet DLS ist einer von zwei netzunabhängigen Mobilfunkanbietern in Deutschland und hat seinen Sitz in Büdelsdorf. Seit dem 13. Juli 2022 heißt die dazugehörige Marke wie das dahinterstehende Unternehmen.

## Unternehmensgeschichte

### Vorgeschichte: Mobilcom AG
Die Mobilcom-Debitel begann ihre Geschäftstätigkeit als Mobilfunk-Service-Provider mit Sitz in Schleswig und wurde 1991 von Gerhard Schmid gegründet. Im Zeitraum zwischen 1997 und 2000 wuchs das Geschäftsfeld der Mobilcom durch eine Reihe von Akquisitionen.

### Geschichte der Mobilcom-Debitel

Bis Juli 2022 geführtes Logo

Bereits im Jahr 2009 wurden rund 1000 Läden der Ketten mobilcom, debitel, _dug und Talkline unter der einheitlichen Marke Mobilcom-Debitel in der Mobilcom-Debitel Shop GmbH zusammengeführt. Im Jahr 2011 übernahm die Freenet den Konkurrenten Debitel, der zuvor mit der Talkline verschmolzen worden war. Dabei wurde die bisherige Freenet-Mobilfunktochter Mobilcom Communikationstechnik in Mobilcom-Debitel GmbH und die übernommene Debitel AG in Mobilcom-Debitel AG umfirmiert. Am 23. Mai 2011 wurde die Aktiengesellschaft vollständig auf die GmbH verschmolzen.
Am 18. Dezember 2012 gab die Gravis Computervertriebsgesellschaft den Erwerb sämtlicher Anteile durch Mobilcom-Debitel bekannt. Nach Zustimmung der Kartellbehörden wurde die Übernahme 2013 vollzogen. Seitdem werden auch Produkte der Mobilcom-Debitel über die Ladenkette von Gravis vertrieben. Ebenfalls 2013 übernahm Mobilcom-Debitel 51 Prozent der Geschäftsanteile der Motion TM Vertriebsgesellschaft, einem Onlinehändler im Bereich Mobilfunk und Telekommunikation, und verstärkte damit den Onlinevertrieb. Ein weiteres Tochterunternehmen ist die Klarmobil GmbH, die als so genannter Mobilfunk-No-Frills-Anbieter einfache Mobilfunkprodukte anbietet. Die ehemalige Callmobile GmbH wurde im Juli 2023 eingestellt. Die Produkte der mobilcom-debitel werden unter anderem über die hundertprozentige Tochter freenet Shop GmbH vertrieben, die unter der Marke freenet 520 Läden betreibt.
Im März 2016 erwarb Mobilcom-Debitel die Media Broadcast. Media Broadcast betreibt neben der Radio-Übertragung im UKW- und DAB+-Standard seitdem insbesondere DVB-T2 HD unter der Marke Freenet TV. Mobilcom-Debitel hat sich per Ende Dezember 2019 von der 51-prozentigen Beteiligung an der Motion TM Vertriebs GmbH getrennt und die Geschäftsanteile an die Altgesellschafter zurückgegeben.
Seit Februar 2021 ist die Mobilcom-Debitel Mitglied bei der Clearingstelle Urheberrecht im Internet.

### Umfirmierung auf Freenet DLS GmbH
Ende Februar 2022 wurde bekannt, dass die Marke Mobilcom-Debitel im Juli desselben Jahres eingestellt wird und durch Freenet ersetzt wird. Seit dem 13. Juli 2022 firmiert die Mobilcom-Debitel GmbH als freenet DLS GmbH (Digital Life Style). Alle Filialen wurden mitsamt der Freenet Shop GmbH umfirmiert.

## Geschäftsfelder
Freenet DLS hat in ihrem klassischen Geschäftsfeld Mobilfunk knapp 8,8 Millionen Abokunden. Freenet versteht sich als sog. „Digital-Lifestyle-Provider“ und vertreibt auch Produkte, Dienstleistungen und Hardware für Mobilfunk, TV und viele weitere Bereiche des digitalen Lebens.
Das Kerngeschäft von freenet DLS ist der Mobilfunk. Zum Angebot zählen Produkte, Hardware und Dienstleistungen in den Bereichen mobile Telekommunikation und mobiles Internet. freenet DLS verfügt als Mobilfunkprovider nicht über ein eigenes Mobilfunknetz, sondern hat Vorleistungsverträge mit allen deutschen Mobilfunknetzbetreibern (Telekom Deutschland, Vodafone und Telefónica Germany). Dabei kauft das Unternehmen sowohl Original-Endkundentarife der Mobilfunknetzbetreiber als auch White-Label-Tarife zu Großhandelskonditionen ein und verkauft diese im eigenen Namen und auf eigene Rechnung an Endkunden. Andererseits werden hauseigene Tarife vermarktet, ohne dass freenet DLS ein eigenes Mobilfunknetz betreibt. Mit „freenet FUNK“ startete 2019 das erste rein digitale, appbasierte Mobilfunkprodukt. Es lässt sich vollständig mit einer App administrieren, ohne dass ein Ladengeschäft aufgesucht werden muss. Der Vertrag kann täglich je nach Bedarf angepasst werden.
Die Tarife werden im eigenen Online-Shop und offline über ein stationäres Netz mit rund 520 Filialen sowie in den Gravis-Filialen und in breiter Präsenz in Fachhandel, Elektronik- und Flächenmärkten vertrieben, außerdem im Fall von „freenet FUNK“ über die App-Stores von Apple und Google.
Zusätzlich vertreibt freenet DLS ein breites Angebot an Digital-Lifestyle-Produkten. Hierzu zählen unter anderem Handyzubehör und Home Entertainment (Musik- und Videoangebote) sowie mit freenet TV und waipu.tv zwei Angebote im Geschäftsfeld TV. Unter dem Namen „Digital Republic“ betreibt freenet ein Online-Magazin für Mobilfunk- und Digitalthemen.

## Kritik
Bis 2019 wurde in Smartphone-Verträgen eine Klausel verwendet, die Vertragslaufzeiten gesetzeswidrig verlängern sollte. Die Vertragsbindung darf gemäß § 309 Nr. 9 BGB höchstens 24 Monate betragen. Die Verbraucherzentrale Schleswig-Holstein verklagte das Unternehmen, das daraufhin die Klageforderung anerkannte. Im Juli 2019 erging das entsprechende Anerkenntnisurteil durch das Landgericht Kiel.
In zahlreichen Fällen akzeptierte Mobilcom-Debitel die fristgerechten Kündigungen von Kunden nicht. Mobilcom-Debitel hatte Verbrauchern nach schriftlicher und fristgerechter Kündigung keine Kündigungsbestätigung zugesandt, sondern stattdessen ein Schreiben mit der Bitte, sich wegen offener Fragen telefonisch zu melden. Dies geschah auch in den Fällen, in denen Verbraucher bei ihrer Kündigung explizit geschrieben hatten, dass sie vom Unternehmen für andere Zwecke als zur Vertragsabwicklung nicht mehr kontaktiert werden wollen. Im Urteil vom 17. September 2020 wird Mobilcom-Debitel dieses Vorgehen untersagt, unter Androhung eines Ordnungsgelds von bis zu 250.000 Euro oder einer Ordnungshaft bis zu sechs Monaten, zu vollstrecken an den Geschäftsführer, falls sich das Unternehmen weiterhin nicht daran hält.
Im Juli 2020 wurde gegen Mobilcom-Debitel des Weiteren wegen unerlaubter Werbeanrufe und fingierter Vertragsabschlüsse ein Bußgeld in Höhe von 145.000 Euro durch die Bundesnetzagentur verhängt.